# Sender Kahlenberg

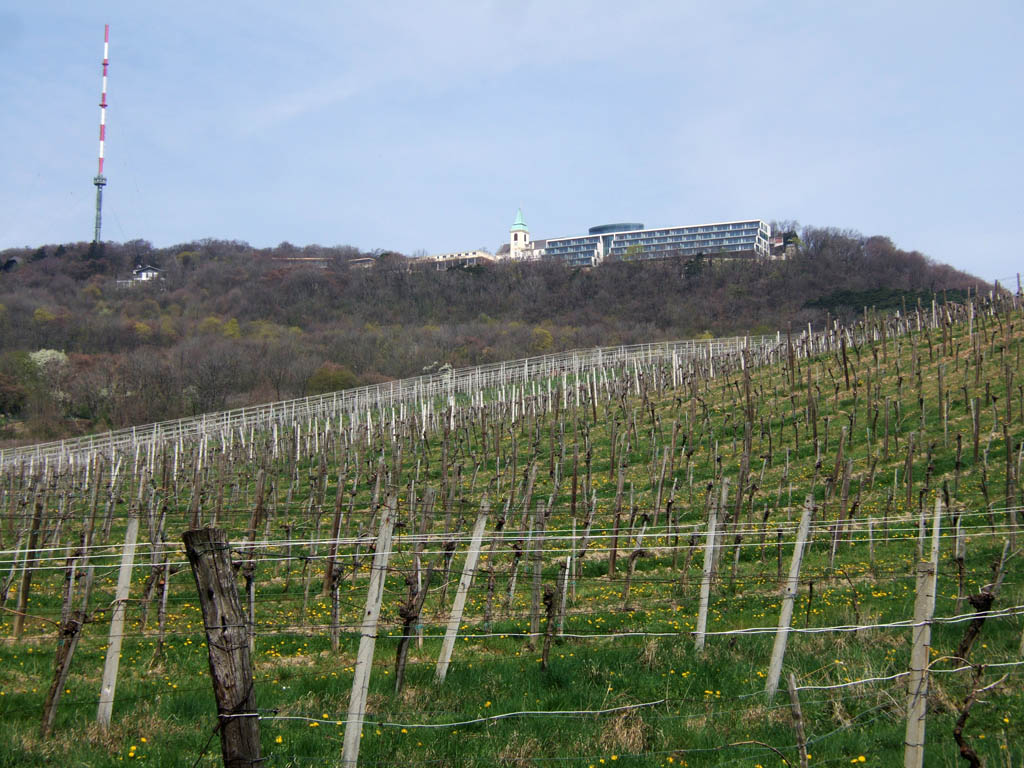
Der Kahlenberg mit Sendemast

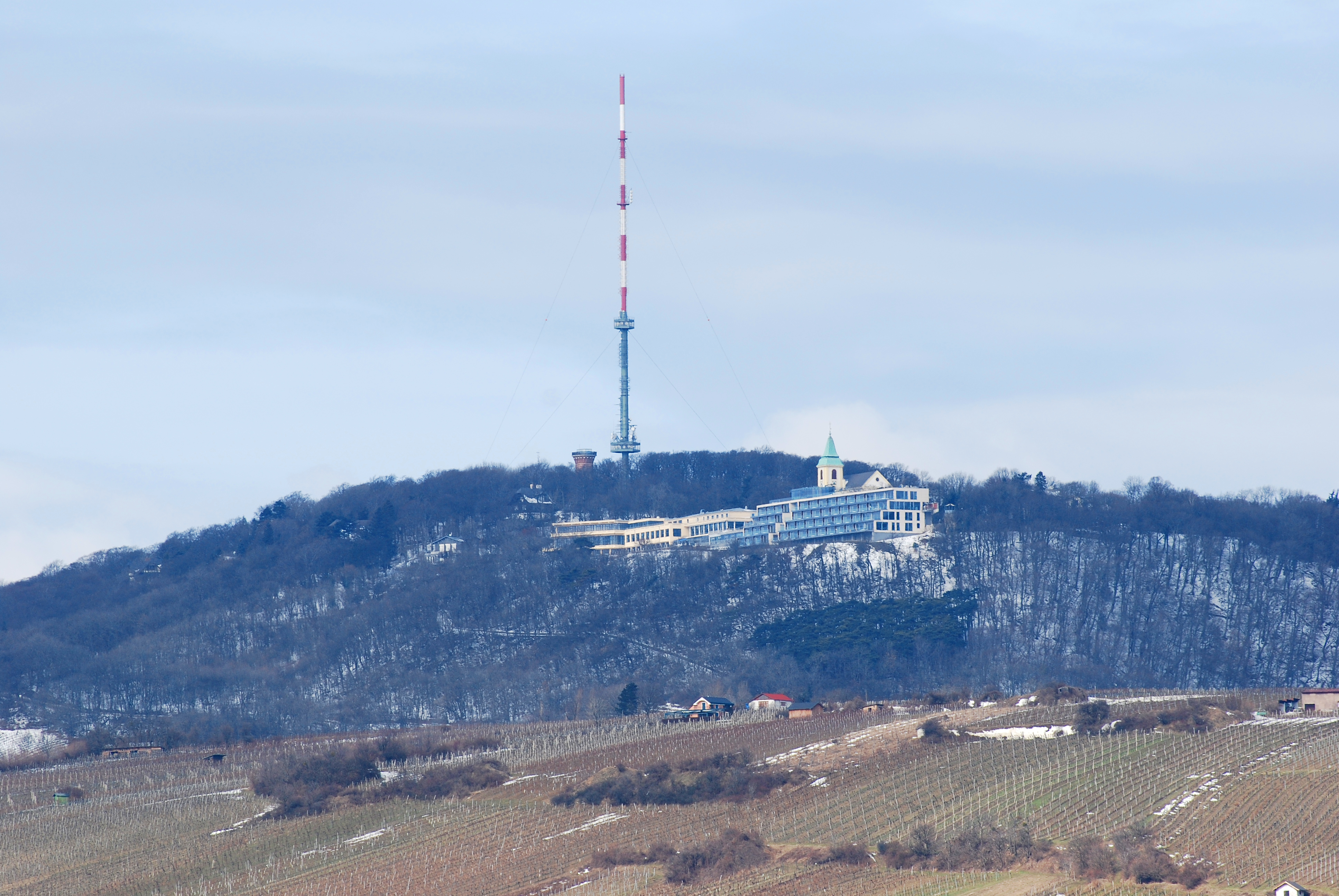
Der Kahlenberg mit Sendemast

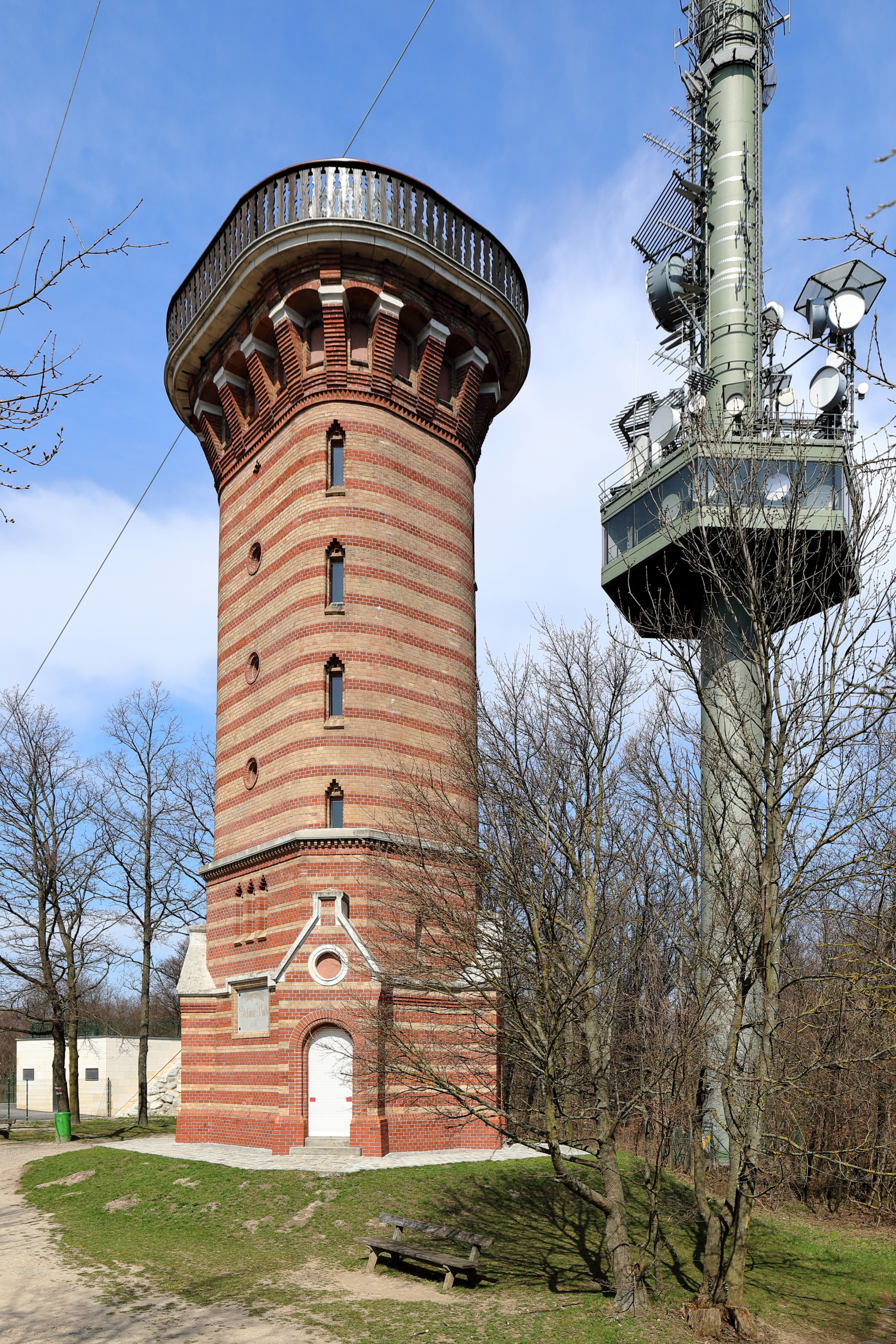
Stephaniewarte mit dem unteren Teil des Senders

Der Sender Kahlenberg ist ein Grundnetzsender der ORS GmbH auf dem Kahlenberg in Wien-Döbling. Der interne Name des Senders lautet: WIEN1.

## Aktueller Sender
Dieser Sender versorgt hauptsächlich Wien, Teile von Niederösterreich und das Nordburgenland. Er ist aber auch in vielen Teilen Oberösterreichs, der Steiermark, Tschechiens, der Slowakei, Ungarns und in südlichen Teilen Polens zu empfangen.
Als Antennenträger kommt ein 1974 nach Plänen von Gustav Peichl errichteter 165 m hoher dreifach in zwei Ebenen (70 m & 140 m) abgespannter Stahlrohrmast mit GFK-Zylinder zum Einsatz, der sich in einer Höhe von 484 m ü. A. befindet. Im Mast befindet sich ein Aufzug mit 4 Haltepunkten bis in 70 m Höhe. Die Mastspitze ist mit 300 W befeuert. Auf 26 m und auf 70 m befindet sich je eine verglaste Richtfunkbühne.
Am Mast befindet sich oben im GFK-Zylinder zwischen 165 m und 140 m der Rundstrahler für den UHF-Fernsehsender, darunter zwischen 140 m und 116 m außen der Rundstrahler für digitales Radio (DAB+). Im nächsten Segment von 116 m bis zu 70 m befinden sich die Rundstrahler für UKW-Radio, über welche die ORF-Programme und Kronehit gesendet wird. Unterhalb der oberen Kanzel befindet sich eine Antenne die in den Winkeln von 110°, 190°, 270° und 340° senden kann. Sie wird derzeit für Radio Ö24 verwendet. Alle Antennen, mit Ausnahme von DAB, sind horizontal polarisiert. Darunter befindet sich ein Rundstrahler, welcher zirkulierend polarisiert ist, also horizontal und vertikal abstrahlt. Er wird derzeit für den Sender 88,6 verwendet. Im letzten Teil bis zur unteren Bühne existieren noch diverse Empfangsantennen für Reportagefunk, Ersatzzubringung und Anlagenüberwachung. Die Richtfunkantennen dienen vor allem der Programmzubringung und -weiterleitung. Zusätzlich gibt es Funk- und Richtfunkantennen für die OMV, Mobilfunk und andere Kunden.
Die Signalzuführung erfolgt über Lichtleiter des digitalen Leitungsnetzes der Telekom Austria. Weiters gibt es Richtfunkverbindungen, teilweise über den Funkturm Wien-Arsenal, zum ORF-Zentrum Küniglberg, zum Funkhaus Wien sowie zum Haus von Ö3 in Heiligenstadt. Als Ersatz existiert die Möglichkeit UKW-Rundfunk über Satellit zu empfangen oder per Ballempfang vom Sender Jauerling zu bekommen.
Die Stromversorgung ist durch eine 10 kV Mittelspannungsleitung von Wien Energie realisiert. Die durchschnittliche Leistung beträgt etwa 2,2 MW, das entspricht einem Energieverbrauch von rund 20 GWh pro Jahr. Für den Notfall steht ein Notstromaggregat mit einem 487 kW Dieselmotor und einem 650 kVA Synchrongenerator zur Verfügung, das von einem 10.000-Liter-Dieseltank gespeist wird.
Im Betriebsgebäude des Senders ist seit 1994 die Senderhauptkontrolle zu finden. Diese überwacht, steuert und versorgt alle Sendeanlagen der ORS GmbH.

## Geschichte
Zwischen dem 8. Februar und dem 21. April 1898 führte das Marine-Technische Comité (MTC) der k. u. k. Kriegsmarine zusammen mit Josef Tuma, einem Assistenten am Physikalischen Institut der Universität, die ersten Versuche mit drahtloser Telegrafie durch. Dabei wurden Tumas eigene Geräte und auch solche von Siemens & Halske getestet. Die Übertragungen fanden vom Südturm der Votivkirche zum Nordturm des Wiener Rathauses (= 450 m), sowie zur gleich neben dem heutigen Sender stehenden Stephaniewarte (= etwa 7 km) statt. Versuche mit höheren Reichweiten blieben damals erfolglos.
Als einer der letzten Reste der von 1874 bis 1922 betriebenen Kahlenbergbahn hat sich ein Stück der Trasse als Zufahrtsstraße zum heutigen Sender erhalten.
Die Situation des Mittelwellenempfanges war in Österreich durch die gebirgige Landschaft unbefriedigend. So bot sich an, eine landesweite Ausstrahlung über Ultrakurzwelle anzustreben, die in der spezifischen Umgebung in allen Belangen überlegen war. Diese Sender waren nicht auf gute Bodenleitfähigkeit angewiesen und konnten somit auch auf Anhöhen aufgestellt werden. Die Reichweite war klar kalkulierbar und unterlag keinen großen Schwankungen. Zusätzlich konnten die Standorte der Sender gleich für das in den Startlöchern stehende Fernsehen, welches ähnliche Ausbreitungseigenschaften hat, genutzt werden. Einzig die geringe Anzahl der Empfangsgeräte für UKW war vorübergehend ein Nachteil. Durch das Europäische Rundfunkabkommen Stockholm 1952 wurde die Frequenzzuteilung festgelegt und am 1. Juli 1953 trat sie in Kraft. Anfang 1953 begannen die Aufbauarbeiten von zunächst provisorischen UKW-Sendeanlagen.
Nach der ersten einstündigen Versuchssendung im Juni 1953 in Linz begann der reguläre Betrieb des Versuchsprogrammes am 6. September 1953 über den Sender Kahlenberg (99,9 MHz, 10 kW) auf der Aussichtsplattform der 22 m hohen Stephaniewarte und über den Sender Klagenfurt-St. Peter (93,0 MHz, 1 kW). Im Westen hatten die Besatzungsmächte noch Angst vor kommunistischer Infiltrierung. Ballempfang vom Kahlenberg war wegen der Entfernung noch nicht möglich und die Telefonleitungen hatten eine zu schlechte Qualität, so wurden einige Zeit lang in Wien gefertigte Tonbänder verschickt und zeitgleich gesendet. Beiträge aus den Bundesländern wurden nach Wien geschickt und dort in die Sendung eingebaut. Eine große politische Bedeutung im 3. Programm lag darin, dass alle Mittelwellensender den alliierten Besatzungsmächten unterstanden und dies somit das erste rein österreichische Radioprogramm nach dem Zweiten Weltkrieg war. Im Jahre 1954 kam ein zweiter Sender für das 1. Programm hinzu (95,8 MHz, 3 kW).
Im Dezember 1954 wurde der Entschluss gefasst ein Fernsehprogramm mit 20 Wochenstunden mit Ende 1956 zu organisieren. Später wurde der Beginn vorverlegt, um am 5. November 1955 die Eröffnung der wiederhergestellten Wiener Staatsoper übertragen zu können. Ab Februar 1955 begann der Aufbau von provisorischen Richtfunkstrecken zur Versorgung der ersten Fernsehsender. Im Endausbau war ein System geplant, das im völlig neuen 4-GHz-Bereich arbeitete und auf bis zu 6 parallelen Kanälen jeweils einen Fernsehkanal oder 600 Sprechverbindungen übertragen konnte. Beim Provisorium wurden streckenweise auch 2-GHz-Systeme und VHF verwendet. Am 1. August 1955 begann der provisorische Fernsehbetrieb am Kahlenberg sowie Graz, Linz und Salzburg an drei Abenden in der Woche und am späten Sonntagnachmittag. In der allerersten Sendung diskutierte eine Journalistenrunde die Frage „Ist das Fernsehen eine Gefahr für die Presse?“ Am 15. März 1956 wurde vom Kahlenberg der Richtfunkbetrieb für drei Rundfunkkanäle der ersten West- und Südstrecke (Wien – Salzburg – Innsbruck / Wien – Klagenfurt) im 2-GHz-Bereich aufgenommen. Beide Richtfunkstrecken gingen in der ersten Etappe vom Kahlenberg über den Sender Anninger, bis 1978 die Richtfunkstation Exelberg die Weststrecke übernahm.
Am 10. Oktober 1956 nahm ein neben der Stephaniewarte gebauter 129 m hoher abgespannter Gittermast und das neue Sendergebäude seinen Betrieb auf. Die neue Anlage sendete auf den vorhandenen beiden Radiofrequenzen mit je 50 kW. Zusätzlich war noch ein Fernsehsender für Kanal 5 mit 60 kW Bild- und 12 kW Tonleistung installiert. Ab 1. Jänner 1957 begann der reguläre Fernsehbetrieb an sechs Tagen in der Woche und ab Oktober 1959 die ganze Woche hindurch. Am 4. April 1958 begannen Versuchssendungen mit dem Fernsehsender Kahlenberg 2. Ab 11. September 1961 wird mit dem Sender Kahlenberg 2 ein zweites regelmäßiges Fernsehprogramm als „technisches Versuchsprogramm“ dreimal in der Woche im damals noch neuen UHF-Bereich ausgestrahlt. Im Laufe des Jahres 1964 folgten dann die anderen Großsendeanlagen und das Programm wurde auf fünf Tage erweitert. Seit 1. September 1970 wird sieben Tage in der Woche gesendet.
Am 1. Juli 1964 wurde vom Kahlenberg die erste Stereo-Versuchssendung in Österreich ausgestrahlt. Im Dezember 1965 begannen am Kahlenberg die ersten Farbfernsehversuche und seit 1. Jänner 1972 wurde generell in Farbe ausgestrahlt.
Nachdem der Gittermast zu klein wurde, ging am 23. September 1974 der jetzige 165 m hohe abgespannte Rohrmast in Betrieb und gleichzeitig die Erweiterung des Sendergebäudes. Insgesamt wurden 73 Millionen Schilling investiert.
Am 6. September 1994 um 8:00 Uhr wurde die Senderhauptkontrolle für alle Fernseh- und Radioprogramme in Österreich vom Sender Bisamberg zum Sender Kahlenberg verlegt. Im September 2008 wurde sie im Zuge der Einführung von DVB-T generalsaniert.
Ab 26. Oktober 2006 begann parallel zur analogen Ausstrahlung die reguläre digitale Ausstrahlung der Fernsehsender mit ORF 1, ORF 2 Wien, ORF 2 Niederösterreich und ATV mittels DVB-T auf dem provisorischen Kanal 61 („Simulcast“). Am 22. Oktober 2007 endete der Parallelbetrieb und die analogen Sender auf den Kanälen 5, 24, 34 und 65 wurden abgeschaltet. Zeitgleich begann MUX A zusätzlich am endgültigen Kanal 24 zu senden und ebenso MUX B auf Kanal 34 mit Puls 4, ORF Sport Plus und 3sat sowie seit April 2011 Radio Maria Österreich. Am 12. November 2007 wurde der provisorische Digitalsender auf Kanal 61 abgeschaltet.
Am 26. Mai 2008 ging die Sendeanlage für DVB-H auf Kanal 36 für den Partner Media Broadcast in Betrieb. Anlass war die am 7. Juni beginnende Fußball-Europameisterschaft 2008. Mit 31. Dezember 2010 wurde der DVB-H-Sendebetrieb aus wirtschaftlichen Überlegungen seitens Media Broadcast eingestellt.
Ende 2009 wurde der vierte Platz auf MUX B mit Servus TV belegt. Mit 3. Dezember wurde MUX C auf Kanal 53 für den Zulassungsinhaber Tele1Vision GesmbH mit vorerst 14 kW aufgeschaltet. Nach Koordinierung mit den Nachbarstaaten wurde die Leistung am 20. März 2010 auf 80 kW erhöht. Übertragen wurden vom Betreiber die Programme Wien TV und das Regionalprogramm RT24 für Wien, Niederösterreich und Burgenland. Zusätzlich wurde auch Radio Maria Österreich gesendet. Die Übertragung am MUX C wurde im August 2011 eingestellt.
Seit dem 12. April 2010 findet ein Versuchsbetrieb für DVB-T2 auf Kanal 65 statt. Dabei sollen verschiedene Sendeparameter getestet werden. Dieser Betrieb sollte bis Ende März 2011 laufen, wurde jedoch im April 2011 und 2012 jeweils um ein Jahr verlängert. DVB-T2 startete am 15. April 2013 als simpliTV.

## UKW-Frequenzen

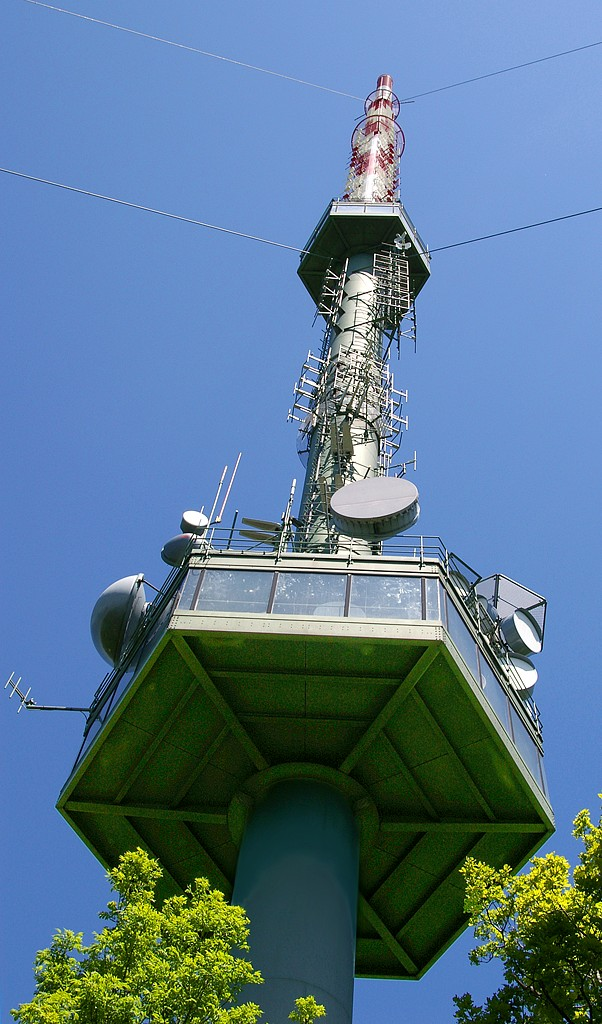
Der Sendemast

Vom Kahlenberg werden folgende Radioprogramme ausgestrahlt:
| Frequenz  | Sendername             | RDS      | Senderlogo | PI-Code               | regional (Regionalprogramm) | ERP    |
| --------- | ---------------------- | -------- | ---------- | --------------------- | --------------------------- | ------ |
| 89,9 MHz  | Radio Wien             | RADIO-W_ |            | AC0C                  | Wien                        | 100 kW |
| 92,0 MHz  | Ö1                     | __OE_1__ |            | A201                  | -                           | 100 kW |
| 94,7 MHz  | Radio Burgenland       | RADIO-B_ |            | A404                  | Burgenland                  | 3,0 kW |
| 97,9 MHz  | Radio Niederösterreich | RADIO-N_ |            | A602                  | Niederösterreich            | 100 kW |
| 99,9 MHz  | Hitradio Ö3            | __OE_3__ |            | A203                  | -                           | 100 kW |
| 102,5 MHz | oe24 Radio             | _OE_24__ |            | A3E0/ ACE0 (regional) | Wien                        | 10 kW  |
| 103,8 MHz | FM4                    | __FM4___ |            | A213                  | -                           | 100 kW |
| 105,8 MHz | kronehit               | kronehit |            | A3FF/ A6FF (regional) | Niederösterreich            | 100 kW |

In den 1980er-Jahren konnte man im Raum Dresden die ORF-Programme empfangen, ohne relativ großen Antennenaufwand zu betreiben. Heute ist es allerdings nicht mehr möglich wegen der engen Frequenzbelegung und vielen anderen Programmen.

## Digitalradio DAB+
Mit offiziellem Startdatum 28. Mai 2019 wird auf Kanal 5D der erste österreichweite MUX im Standard DAB+ mit 11 kW gesendet. Die Antennen wurden anstelle der bereits eine Zeit zuvor abgebauten VHF-Antennen von ORF1 montiert.
DAB wird in vertikaler Polarisation und im Gleichwellenbetrieb mit anderen Sendern ausgestrahlt.
| Block                | Programme | ERP (in kW) | Antennen- diagramm rund (ND), gerichtet (D) | Gleichwellennetz (SFN) |
| -------------------- | --- | ----------- | ------------------------------------------- | --- |
| 5C MUX III           | - #Radio Rot Weiss Rot (112 kbp/s) - #Super 80s (112 kbp/s) - *SOL* (56 kbp/s) - ARABELLA (72 kbp/s) - Antenne Hit (72 kbp/s) - Flash 90s (72 kbp/s) - Beats Radio (72 kbp/s) - LoungeFM (40 kbp/s) - Inforadio (40 kbp/s) - Musiksender GÖD (72 kbp/s) - Nostalgie (96 kbp/s) - Superfly (72 kbp/s) - Radio VM1 (72 kbp/s) - Radio Bollerwagen (72 kbp/s) - XXXL RADIO (72 kbp/s) - SPI (16 kbp/s Daten) | 11          | N                                           | - Niederösterreich: Semmering (Sonnwendstein), St. Pölten (Jauerling) - Wien: Wien (Kahlenberg), Wien (DC Tower 1), Wien (Liesing)                                                                      |
| 5D DAB+ Austria      | DAB-Block des österreichischen Bundesmux: - #Radio ONE (80 kbit/s) - * 88,6 * (72 kbit/s) - Antenne Österreich (72 kbit/s) - arabella HOT (72 kbit/s) - arabella MAGIC (72 kbit/s) - Energy (96 kbit/s) - ERF Süd (40 kbit/s) - jö.live (72 kbit/s) - KLASSIK RADIO (72 kbit/s) - Mein Kinderradio (40 kbit/s) - oe24 Radio (72 kbit/s) - Radio Maria Österreich (72 kbit/s) - Radio Stephansdom Klassik (72 kbit/s) - Rock Antenne (72 kbit/s) - Schlagerradio Flamingo (72 kbit/s) - WELLE 1 (72 kbit/s) - ORS EPG (16 kbit/s Daten) - ORS TPEG (8 kbit/s Daten, geplant) | 11          | N                                           | - Niederösterreich: Semmering (Sonnwendstein), St. Pölten (Jauerling) - Steiermark: Bruck an der Mur (Mugel), Schladming (Hauser Kaibling) - Wien: Wien (Kahlenberg), Wien (DC Tower 1), Wien (Liesing) |
| 10B MUX II NÖ/Bgld-N | - EuroDance X-Press (112 kbp/s) - Pirate Radio (112 kbp/s) - OÖNow (72 kbp/s) - Radio MediaMarkt (72 kbp/s) - SPI NOE (16 kbp/s Daten) | 11          | N                                           | - Niederösterreich: Semmering (Sonnwendstein), St. Pölten (Jauerling) - Wien: Wien (Kahlenberg), Wien (DC Tower 1), Wien (Liesing)                                                                      |

## TV-Frequenzen
| Multiplex        | Standard               | Modulation | Kanal         | Programme im Bouquet | ERP   | Polarisation | Gleichwelle mit |
| ---------------- | ---------------------- | ---------- | ------------- | --- | ----- | ------------ | --- |
| MUX A            | DVB-T2                 | 16-QAM     | E24 (498 MHz) | verschlüsselt: (ORF 1 HD, ORF 2 HD, ORF III HD, ORF SPORT+ HD,) unverschlüsselt: (ORF 1, ORF 2, Ö3-Visual-Radio, Ö3, FM4, Radio Österreich 1)        | 80 kW | horizontal   | Sender Himmelhof (Wien 2), Sender Neuwaldegg (Wien 3), Funkturm Wien-Arsenal (Wien 5), Sender Kaiserstein (Breitenfurt), Sender Galgenberg (Poysdorf), Sender Griesfeld (Berndorf), Sender Hartberg (Baden), Sender Hinterbrühl, Sender Jochgrabenberg (Pressbaum), Sender Klausen-Leopoldsdorf, Sender Lindkogel, Sender Reisberg (Altenmarkt), Sender Rohr im Gebirge, Sender Steinkamperl (Hirtenberg), Sender Weissenbach, Sender Liesing |
| MUX B            | DVB-T2                 | 16-QAM     | E34 (578 MHz) | ORF III, PULS 4, ORF SPORT +, Servus TV, 3sat, ATV2, RTL, ZDF info, Radio Maria Österreich                                                           | 80 kW | horizontal   | Sender Himmelhof (Wien 2), Sender Neuwaldegg (Wien 3), Funkturm Wien-Arsenal (Wien 5), Sender Liesing |
| MUX C (regional) | DVB-T2                 |            | E41 (634 MHz) | oe24 TV, Schau TV HD, krone.tv, Welt, Okto, gotv, Hope Channel, Comedy Central, kabel eins Doku austria, ProSieben Maxx Austria, TLC, W24, LAOLA1.tv | 5 kW  | vertikal     | |
| MUX D (simpliTV) | DVB-T2 (verschlüsselt) | 64-QAM     | E36 (594 MHz) | (ORF eins HD, ORF 2 HD & Servus TV HD: gratis) Super RTL, n-tv, Phoenix, Nickelodeon, One, DMAX, RTL Nitro                                           | 63 kW | horizontal   | Sender Himmelhof (Wien 2), Funkturm Wien-Arsenal (Wien 5), Mariahilfer Gürtel, Sender Liesing, Sender Heuberg (Bgld.) |
| MUX E (simpliTV) | DVB-T2 (verschlüsselt) | 64-QAM     | E60 (786 MHz) | Das Erste HD, ZDF HD, RTL II, Sixx Austria, Kabel eins Austria, Eurosport, Playboy TV, Bayerisches Fernsehen, KI.KA, ARTE, ZDFneo, Sport1            | 63 kW | horizontal   | Sender Himmelhof (Wien 2), Funkturm Wien-Arsenal (Wien 5), Mariahilfer Gürtel, Sender Liesing, Sender Heuberg (Bgld.) |
| MUX F (simpliTV) | DVB-T2 (verschlüsselt) | 64-QAM     | E53 (730 MHz) | Sat.1 Österreich HD, Puls 4 HD, VOX HD, ProSieben Austria HD, CNN, Deluxe Music, Disney Channel, NDR, Puls 24                                        | 63 kW | horizontal   | Sender Himmelhof (Wien 2), Funkturm Wien-Arsenal (Wien 5), Mariahilfer Gürtel, Sender Liesing, Sender Heuberg (Bgld.) |

Hinweis: In Wien wird auf MUX B und C im Rahmen von dem DVB-T Standard ein verkürztes Schutzintervall (englisch Guard Interval, GI) von 1/8 verwendet. Damit ist eine höhere Bruttobitrate von 16,59 MBit/s, statt der bei üblichen Schutzintervall 1/4 erzielbaren 14,93 MBit/s, möglich. Dies ist aufgrund der geringen Abstände unter 33 km der beteiligten Sender im Großraum Wien möglich.

## Ehemalige Frequenzen und Programme
| Programm                                      | Band           | Kanal | ERP (Bild/Ton) | Zeitraum                                | Quelle       |
| --------------------------------------------- | -------------- | ----- | -------------- | --------------------------------------- | ------------ |
| FS1 / ORF 1 (PAL)                             | VHF (Band III) | 5     | 100 kW         | 10. Oktober 1956 bis 22. Oktober 2007   | [ 4 ] [ 23 ] |
| FS1                                           | VHF            | 19 ?? | 10 kW / 2 kW   | 1957                                    | [ 6 ]        |
| FS2 / ORF 2 NÖ (PAL)                          | UHF (Band IV)  | 24    | 500 kW         | 11. September 1961 bis 22. Oktober 2007 | [ 6 ] [ 23 ] |
| ORF 2 Wien (PAL)                              | UHF (Band IV)  | 34    | 500 kW         | 1988–2004                               | [ 23 ]       |
| ATV (PAL)                                     | UHF (Band V)   | 65    | 500 kW         | 2003 bis 22. Oktober 2007               | [ 23 ]       |
| Puls TV & ORF 2 Wien (19:00–19:30) (PAL)      | UHF (Band IV)  | 34    | 500 kW         | 2004 bis 22. Oktober 2007               | [ 23 ]       |
| DVB-T MUX A (Provisorium)                     | UHF (Band V)   | 61    |                |                                         | [ 23 ]       |
| DVB-T MUX C (Probebetrieb Regionalsender)     | UHF (Band V)   | 53    | 80 kW          | 3. Dezember 2009 bis August 2010        |              |
| DVB-H MUX-D                                   | UHF (Band V)   | 36    | 30 kW          | 26. Mai 2008 bis 31. Dezember 2010      |              |
| DVB-T2 (Probebetrieb mit Fernsehen und Radio) | UHF (Band V)   | 60    | 50 kW          | 12. April 2010 bis Februar 2013         |              |

| Sendername                                      | (Regionalprogramm)       | UKW/Kanal | ERP    | Zeitraum                                                             | Quelle |
| ----------------------------------------------- | ------------------------ | --------- | ------ | -------------------------------------------------------------------- | ------ |
| 3. Programm (15:00–21:45)                       | -                        | 99,9 MHz  | 10 kW  | 6. September 1953 bis 10. Oktober 1956                               | [ 4 ]  |
| 1. Programm                                     | -                        | 95,8 MHz  | 3 kW   | 1954 bis 10. Oktober 1956                                            | [ 4 ]  |
| 1. Programm                                     | -                        | 95,8 MHz  | 50 kW  | 10. Oktober 1956 bis 1. Oktober 1967                                 | [ 4 ]  |
| 3. Programm                                     | -                        | 99,9 MHz  | 50 kW  | 10. Oktober 1956 bis 1. Jänner 1962 1. Juli 1963 bis 1. Oktober 1967 | [ 4 ]  |
| Blue Danube Radio / „Ö3 international“          | Wien – Mono              | 102,2 MHz | 5 kW   | 1979 (Fertigstellung der UNO City) bis März 1986                     | [ 24 ] |
| Blue Danube Radio / „Ö3 international“          | Wien – Mono              | 102,5 MHz | 5 kW   | März 1986 bis Mai 1992                                               | [ 24 ] |
| Blue Danube Radio                               | Österreichweit in Stereo | 103,8 MHz | 100 kW | Mai 1992 bis 1995                                                    | [ 24 ] |
| Blue Danube Radio / FM4 (19:00–1:00 und später) | -                        | 103,8 MHz | 100 kW | Jänner 1995 bis Februar 2000                                         | [ 24 ] |